# Caiman venezuelensis
Caiman venezuelensis es una especie extinta de caimán, un pariente cercano de los actuales yacarés y babillas del género Caiman, que vivió en América del Sur durante el Pleistoceno. El holotipo de C. venezuelensis, OR-1677, un hueso premaxilar izquierdo parcial, fue descubierto en la localidad de El Breal de Orocual, Formación Mesa, en el estado de Monagas, Venezuela, país del que deriva su nombre de especie.
El premaxilar conservado mide 24.6 mm de largo, con una longitud total estimada de 28 a 30 mm, posee una fuerte superficie sutural entre los premaxilares, un agujero desarrollado para el cuarto diente del hueso dentario, y espacios cortos entre los alvéolos, lo cual indica que a pesar de su tamaño sus características eran distintas de las de los caimanes jóvenes actuales y por tanto corresponde a un individuo subadulto o adulto. Entonces C. venezuelensis sería una de las especies más pequeñas conocidas de caimanes, incluso menor que los caimanes enanos del género Paleosuchus. También se distingue de otros caimanes por tener el premaxilar largo y estrecho, cerca del doble de largo que de ancho.
A pesar de la abundancia de sitios fósiles del Plioceno y el Pleistoceno en América del Sur, se encuentran restos escasos y fragmentarios de los crocodilianos de ese período, en general poco estudiados. C. venezuelensis es una de los pocos hallazgos confirmados de una especie distinta de este período y puede ayudar a aclarar la historia de este grupo tras el Mioceno.
Cidade et al. (2019), por su parte, rechazaron la clasificación de C. venezuelensis como una especie distinta, y la consideraron como un sinónimo más moderno del actual caimán de anteojos, Caiman crocodilus.